# Dear Old Stockholm
Dear Old Stockholm ist ein Jazztitel, den Stan Getz 1951 auf der Grundlage des schwedischen Volksliedes Ack Värmeland, du sköna schrieb. Der Titel entwickelte sich zum Jazzstandard.

## Entstehungsgeschichte des Songs
Getz hielt sich 1951 für längere Zeit in Schweden auf, wo er „wie ein Star gefeiert“ wurde. Er wollte sich in seinen Konzerten für die Gastfreundschaft mit einem schwedischen Titel bedanken und fragte daher nach einer populären schwedischen Melodie. Kenneth Fagerlund schlug ihm Ack Värmeland, du sköna vor. Er wandelte den Song ab, benannte ihn neu, als Dear Old Stockholm, und trug ihn mit seinem Begleittrio um den erst 18-jährigen Bengt Hallberg vor; Metronome Records veröffentlichte den Song. Es war das erste Mal, dass ein schwedisches Volkslied verjazzt wurde; die Aufnahme war nicht nur in Schweden, sondern auch in den Vereinigten Staaten erfolgreich.

## Ack Värmeland, du sköna
Das Lied Ack Värmeland, du sköna (auch Värmlandssången oder Värmlandsvisan) ist seit 1822 bekannt und basiert auf einer traditionellen Volksmelodie; den ursprünglichen Text schrieb Anders Fryxell für das Singspiel Wermlandsflickan (1822); 1846 schrieb Fredrik August Dahlgren einen weiteren Text, als er das Lied in sein Lustspiel Värmlänningarna einführte. Die Melodie steigt in getragenen Viertelnoten auf und ab und wirkt dabei „sehr archaisch“ und „ziemlich steif“.

## Musikalische Charakteristik
Getz bearbeitete das Volkslied weitgehend: „Der Hauptteil wurde durch ein Riff um vier Takte verlängert, die Bridge blieb dagegen wie im Original vier Takte kurz, im Schlussteil entwickelte sich aus dem gleichen Riff ein kleiner Abgesang, und das Ganze besaß schließlich die unregelmäßige und recht trickreiche Form von 12 + 12 + 4 + 15 Takten.“

## Weitere Rezeption
In der oben beschriebenen Bearbeitung von Stan Getz hielt Dear Old Stockholm Einzug in die Jazzszene. Miles Davis übernahm den Song bereits 1952 in einer Einspielung mit J. J. Johnson (Young Man with a Horn) und griff das Stück 1956 (mit John Coltrane) wieder auf (’Round About Midnight). Gemeinsam mit Getz spielte auch Chet Baker den Song und behielt ihn lange im Repertoire. Auch John Coltrane nutzte das Stück als Ausgangspunkt seiner Improvisationen bei einer der Sitzungen zu Impressions. Paul Chambers spielte den Song 1957 mit Kenny Burrell und Hank Jones ein; ebenso existieren Einspielungen von Jutta Hipp, Phil Woods, Quincy Jones (mit Patti Bown, 1961), Kenny Barron sowie von John Lewis mit Gitarrist Sacha Distel und Saxophonist Barney Wilen.